# Gámeza
Gámeza – miasto w Kolumbii, w departamencie Boyacá.